# Jason Reso
William Jason 'Jay' Reso (n. 30 noiembrie 1973) este un actor și wrestler profesionist canadian mai cunoscut sub numele său de ring Christian.  A activat și în promoția Total Nonstop Action Wrestling unde deținea centura NWA World Heavyweight Championship.
În prezent activează în All Elite Wrestling (AEW).
Reso a activat și în promoția World Wrestling Entertainment unde a fost cunoscut sub numele de ring de Christian, remarcându-se în meciurile disputate alături de bunul său prieten din realitate, Edge.În 2011 a avut un feud cu Randy Orton,pentru a câștiga titlul mondial la categoria grea,în acest an a deținut acest titlu de 2 ori,prima oară 5 zile și a doua oară 2 luni.El a mai încercat să câștige această centură și în fața lui Mark Henry dar acesta la învins rapid.Tot în acest an a avut un feud și cu Sheamus,l-a făcut să piardă 2 meciuri pentru centura intercontinentală deoarece Sheamus a intervenit într-un meci dintre Christian și Randy Orton pentru centura mondială,Sheamus se răzbună,accidentându-l pe Christian.Tot în 2011 Christian devine din Căpitanul Carisma aclamat de o arenă întreagă la un wrestler huiduit,din cauza modului prin care a câștigat a doua oară titlul mondial,scuipându-l în față pe Orton,determinându-l pe acesta să îl lovească sub centură.
El revine în 2012 la Over The Limit unde câștigă Battle Royal-ul ``People Power``,câștigătorul primind o șansă la centura statelor unite sau intercontinentală,Christian a ales să se bată pentru centura intercontinentală pe care a și câștigat-o,el a revenit cu vechiul său tricou `` For The Peeps By The Peeps``adică a revenit ca acel Căpitan Carisma bun.
În Iulie 2012 pierde centura intercontinentală,fiind bătut de The Miz în cadrul episodului 1000 al RAW-ului. În 2021, la ediția Royal Rumble din acel an, s-a întors să lupte în ring-ul de wrestling, după ce în 2014 a fost nevoit să se retragă din cauza accidentărilor. În data de 7 martie a semnat un contract cu compania de wrestling AEW. 

## În Wrestling

### Palmares
- WWF/WWE
- Centura ECW de 2 ori
- Centura Intercontinentală de 4 ori
- Centura WWF Europeană o dată
- Centura Hardcore o dată
- Centura la echipe de 9 ori -cu Edge de 7 ori,cu Chris Jericho o singură dată și cu Lance Storm o dată
- Centura Light Heavyweight o dată
- Centura World Heavyweight de 2 ori
- În Total Nonstop Action Wrestling
- Centura NWA World Heavyweight Champion de 2 ori

### Manevre de final
- Killswitch/Impaler/Unprettier
- Suliță(ca un tribut pentru Edge după retragerea acestuia în 2011)
- Frog Splash(ca un tribut pentru Eddie Guerrero după moartea acestuia în 2005)

### Teme de intrare
- Blood de Jim Johnston(WWF,ca parte a The Brood)(26 octombrie 1998-12 iulie 1999)
- Blood Brother de Jim Johnston(WWF,23 decembrie 1999-6 februarie 2000)
- At Last de Jim Johnston(WWF/E,21 octombrie 2001-iunie 2003)
- My Peeps de Jim Johnston(WWE,iunie 2003-noiembrie 2004)
- Just Close Your Eyes de Waterproof Blonde(WWE,14 noiembrie 2004-4 noiembrie 2005)
- Take Over de Dale Oliver(TNA,13 noiembrie 2005-13 noiembrie 2008)
- Just Close Your Eyes de Story of the Year(WWE,10 februarie 2009-prezent)

### Manageri
- Trish Stratus
- Gangrel

### Porecle
- Căpitanul Carisma
- Noul campion al oamenilor

El a făcut parte și din primul meci TLC, când a făcut echipă cu Edge și sa bătut contra The Hardys și The Dudley Boys.